# Voïvodie de Podlachie (1513–1795)
1513–1795
Entités précédentes :
- Grand-duché de Lituanie

Entités suivantes :
- Royaume de Prusse (Département de Białystok)
- Monarchie de Habsbourg (Nouvelle-Galicie)

Ne doit pas être confondu avec Voïvodie de Podlachie.
La voïvodie de Podlachie (en polonais Województwo Podlaskie) est une ancienne voïvodie de la république des Deux Nations formée en 1513 par Sigismond Ier l'Ancien en tant que voïvodie du grand-duché de Lituanie, en en détachant le territoire de la voïvodie de Trakai,. Après l'union de la Lituanie avec le royaume de Pologne en 1569 et la formation du Commonwealth polono-lituanien, la voïvodie a été transférée à la Couronne polonaise,, où elle appartenait à la province de Petite-Pologne.

## Histoire

Carte de la voïvodie de Podlachie (1795).

Vers 1274, la région historique de Podlachie a été annexée au grand-duché de Lituanie. En 1391, le roi de Pologne et grand-duc de Lituanie Ladislas II Jagellon a tenté de la transférer la région au beau-frère du duc Vytautas, Janusz Ier de Varsovie, duc de Mazovie ; mais dès 1413, la Podlachie a été intégrée à la voïvodie de Trakai en Lituanie.

### Formation
Après la réforme administrative de 1514, la Podlachie a été détachée de la voïvodie de Trakai en tant que voïvodie distincte, avec pour capitale la ville de Drohiczyn. En 1513, le roi de Pologne Sigismond avait offert à Ioannes Sapieha des privilèges afin qu'il formât un gouvernement voévodal pour la Podlachie. La voïvodie nouvellement constituée se composait à l'origine des ziemias suivantes : Drohiczyn, Mielnik, Bielsk et Brest Litovsk. En 1566, la voïvodie de Podlachie est à son tour subdivisée, une voïvodie de Brest-Litvosk étant créée autour de la ville éponyme.
En 1569, le roi de Pologne et grand-duc de Lituanie Sigismond II Auguste transférèrent la voïvodie de Podlachie, ainsi que les voïvodies de Kiev, de Volhynie et de Bracław à la couronne polonaise. La Podlachie est restée une partie intégrante de la Pologne jusqu'aux partages.

### Description par Zygmunt Gloger
Zygmunt Gloger donne la description suivante de la voïvodie de Podlachie :
« La Podlachie historique s'étendait du nord au sud sur environ 30 miles et était située entre les principautés de Mazovie et celles de Rus’ de Brzesc et de Grodno (...) C'était une province peu peuplée, couverte de forêts denses, avec quatre grands fleuves : la Biebrza, le Narew, le Boug et la Krzna. En raison de la croissance démographique en Mazovie et en Rus’, la Podlachie est devenue une zone de peuplement — les Mazoviens se sont installés près de Tykocin, Rajgród et Goniądz, tandis que les Ruthènes se sont installés près de Bielsk Podlaski. Dans les districts du nord de la Podlachie, près d'Augustów, résidaient les Yotvingiens (...) Après l'invasion mongole de la Pologne en 1241, la Podlachie se transforme en un désert, avec une population décimée par les hordes asiatiques. Les Polonais ne revinrent ici qu'à la fin du XIIIe siècle, malgré le fait que la province fût déjà sous le contrôle du grand-duché de Lituanie (...)
Le roi Sigismond Ier l'Ancien a créé la voïvodie de Podlachie, qui faisait partie de la Lituanie, mais en 1569 elle fut transférée à la Pologne, après l'Union de Lublin (...) Après le troisième partage de la Pologne, la plus grande partie de la voïvodie est annexée par le royaume de Prusse. Lorsqu'en 1815, la Pologne du Congrès a été divisée en nouvelles provinces, la voïvodie de Podlachie a été recréée, mais elle ne couvrait qu'une petite partie de Podlachie elle-même, contenant en revanche des zones appartenant à la Mazovie historique, à la Polésie et à la Petite-Pologne. En conséquence, les limites de la Podlachie proprement dite ont changé.

Au sein de la république des Deux Nations, la voïvodie avait deux sénateurs, qui étaient le voïvode et le châtelain de Podlachie. Elle était divisée en trois ziemias, celles de Drohiczyn, Bielsko et Mielnik. Chaque ziemia avait son propre gouvernement régional et élisait deux délégués du Sejm. En outre, la voïvodie envoyait deux députés au tribunal de la Petite-Pologne à Lublin ou à Radom. »

### Suites
En 1795, la plus grande partie de la voïvodie de Podlachie a été annexée par le royaume de Prusse au sein de la province de Nouvelle Prusse orientale ; mais ces terres ont peu après été rattachées au duché de Varsovie. Par la suite, ces territoires ont appartenu à la Pologne du Congrès ou à l'Empire russe jusqu'en 1915.

## Héraldique

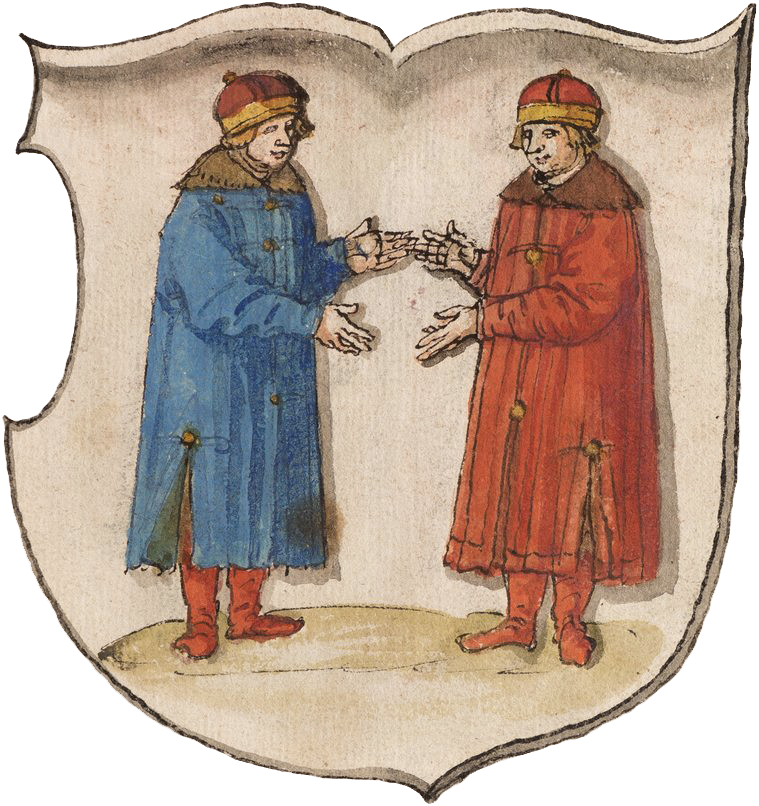
Blason de la voïvodie de Podlachie en 1555.

L'emblème de la voïvodie se compose des armes polonaises et lituaniennes — une aigle sans couronne sur fond rouge et un chevalier lituanien.

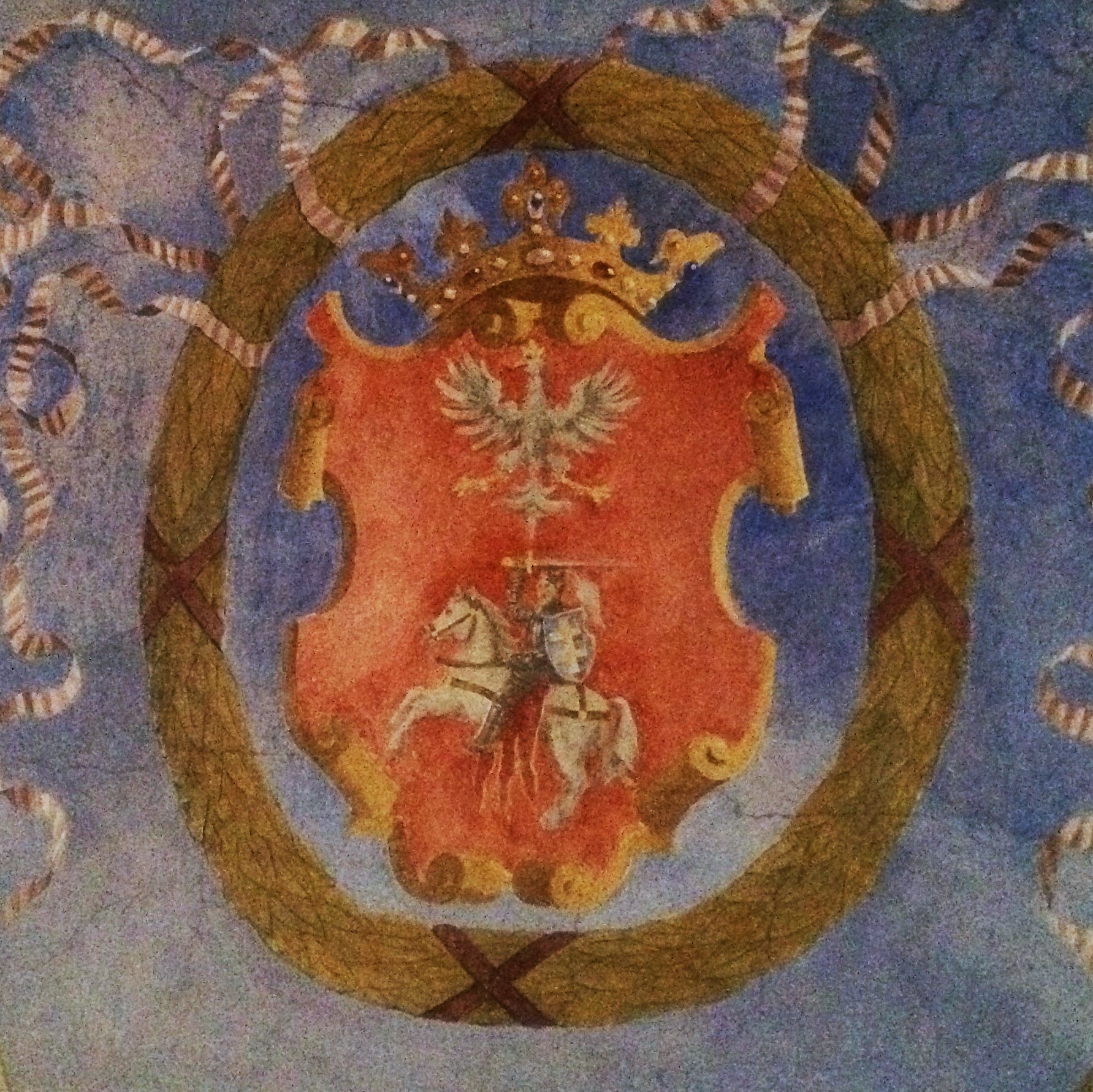
Blason de la voïvodie de Podlachie en 1720.